# 唐兴州
唐兴州，南宋时设置的州。
治所即今广西壮族自治区百色市西北唐兴。辖境相当今百色市西北一带。元朝属来安路。明朝初年废。